# Чжан Айпин

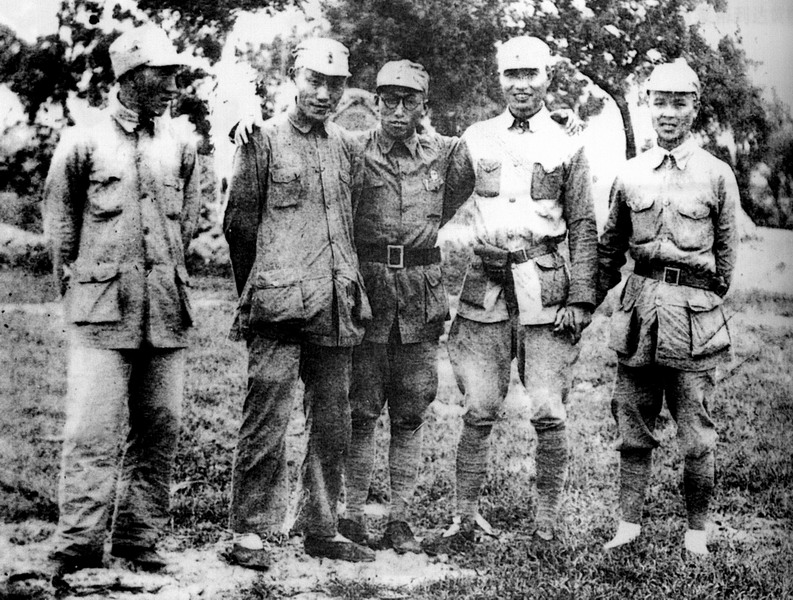
Чжан Айпин второй справа, 1940 год

Чжан Айпин (кит. упр. 张爱萍, пиньинь Zhāng Àipíng; 9 января 1910, Дэчжоу — 5 июля 2003, Пекин) — военный и государственный деятель Китая, генерал-полковник (1955), в 1982—1988 годах министр обороны КНР. Член ЦВС (1983—1987).
Член ЦК КПК 11-12 созывов (кандидат 8 созыва), с 1985 года член Посткома Центральной комиссии советников КПК. Член Посткома ВСНП 9 созыва (депутат от НОАК).

## Биография
Чжан вступил в Коммунистическую партию Китая в 1928 году. В 1927—1929 годах служил в 5-й армии Пэн Дэхуая в пров. Хунань, затем в 14-й Красной армии в пров. Цзянсу. Участвовал в великом походе 1934 года, служил в качестве полевого командира в китайской Красной армии, воевал с частями гоминьдана, а во время второй китайско-японской войны — с японскими интервентами. Во время второй мировой войны командовал партизанской группой, направленной для спасения американских лётчиков во главе с подполковником Д. Дулиттлом, которые совершили аварийную посадку в Китае после бомбардировки Токио в апреле 1942.
После создания КНР в 1949 году Чжан Айпин был одним из создателей НОАК. Командовал первыми подразделениями военно-морских сил КНР, а также рядом сухопутных частей в Корейской войне. В 1954—1967 годах замначальника Генштаба НОАК. Генерал-полковник (27.09.1955), утверждён с введением воинских званий в НОАК.
Во время «культурной революции» Чжан Айпин был обвинен в контрреволюционных преступлениях и снят со всех постов. Был изувечен хунвейбинами (перелом ноги), в связи с чем заметил в своё время: «Единственное, что мне дала культурная революция — это трость».
В 1973 году был реабилитирован и вернулся на военную службу, после смерти Мао Цзэдуна занимал пост министра обороны с 1982 по 1988 годы, а также занимал должности заместителя начальника Генерального штаба НОАК (1977—1982 годах, второй раз), вице-премьера Госсовета КНР (1980—1982), члена Госсовета КНР (1982—1988) и председателя комиссии по модернизации НОАК.
Во время событий на площади Тяньаньмэнь в 1989 году, Чжан Айпин наряду с группой ветеранов НОАК подписал письмо против введения военного положения в Пекине:

В этих чрезвычайных обстоятельствах, мы, как старые солдаты, обращаемся с призывом: поскольку Народно-освободительная армия принадлежит народу, она не может противостоять народу, а тем более убивать людей; нельзя допустить кровопролития, чтобы предотвратить эскалацию ситуации, армия не должна входить в город.

— Е Фэй, Чжан Айпин, Сяо Кэ, Ян Дэчжи, Чэнь Цзайдао, Сун Шилунь и Ли Цзюкуй, письмо Центральному военному совету КНР и руководству штаба по военному положению в Пекине 21 мая 1989 года.— Wu Renhua, "89天安门事件大事记：5月21日 星期日"
Умер 5 июля 2003 года в Пекине.
Супруга Ли Юлан. Его внук Николас Чжан женат на дочери Ван Яна.